# 本町 (東久留米市)
本町（ほんちょう）は、東京都東久留米市にある町名。

現行行政地名は本町1丁目から本町4丁目まである。

郵便番号は〒203-0053。

## 地理
東久留米市の中央部。街区境界北東部に西武池袋線が施設されており、同線の東久留米駅西口が存在する。(なお東口側は、東本町に存在。)
東から時計回りに、東久留米市浅間町、東久留米市南沢、東久留米市中央町、東久留米市幸町、東久留米市小山、東久留米市東本町、東久留米市新川町、に隣接する。

## 小・中学校の学区
市立小・中学校に通う場合、学区は以下の通りとなる。

2025年4月現在
| 丁目   | 番地 | 小学校     | 変更承認区域 |
| ------ | ---- | ---------- | ------------ |
| 一丁目 | 全域 | 第三小学校 |              |
| 一丁目 | 全域 | 第三小学校 | 第二小学校   |
| 二丁目 | 全域 | 第三小学校 |              |
| 三丁目 | 全域 | 第三小学校 |              |
| 四丁目 | 全域 | 第三小学校 |              |

| 丁目   | 番地 | 中学校       | 変更承認区域 |
| ------ | ---- | ------------ | ------------ |
| 一丁目 | 全域 | 南中学校     |              |
| 一丁目 | 全域 | 南中学校     |              |
| 二丁目 | 全域 | 久留米中学校 |              |
| 三丁目 | 全域 | 南中学校     |              |
| 四丁目 | 全域 | 南中学校     |              |

## 交通

### 鉄道
| 隣接する街区の駅               |
| ------------------------------ |
| 西武池袋線 - 東久留米駅(SI 14) |

### バス
- 西武バス滝山営業所

が周辺の路線を運行している。

### 道路
- 東京都道・埼玉県道234号前沢保谷線

## 施設

### 本町一丁目
- FMひがしくるめ

### 本町三丁目
- 東久留米市役所
- イトーヨーカドー東久留米店